# Pieczęć stanowa Iowa

Pieczęć stanowa Iowa

Pieczęć stanowa Iowa przedstawia żołnierza z flagą państwową. Ponad nim bielik amerykański ze stanowym mottem: Our liberties we prize, and our rights we will maintain (naszą wolność cenimy wysoko, a nasze prawa utrzymamy). W tle pole pszenicy, gospodarstwo i narzędzia przemysłowo-rolnicze. Parostatek na rzece Missisipi symbolizuje znaczenie handlu. 
Pieczęć przyjęto 25 lutego 1847 roku i nigdy jej nie modyfikowano.